# Alto, Georgia
Alto är en kommun (town) i Banks County, och Habersham County, i Georgia. Vid 2020 års folkräkning hade kommunen Alto 970 invånare.